# ФК Младост Батуловце 2016/17

## Састав у сезони 2016/17
Ажурирано: 15. март 2017.
| Бр. |        | Позиција | Играч                         |
| --- | ------ | -------- | ----------------------------- |
| 1   | Србија | Г        | Јовица Стаменковић            |
| 2   | Србија | С        | Југослав Илић                 |
| 3   | Србија | О        | Никола Милосављевић           |
| 4   | Србија | О        | Александар Ђорђевић           |
| 5   | Србија | О        | Александар Живковић (Капитен) |

| Бр. |        | Позиција | Играч                  |
| --- | ------ | -------- | ---------------------- |
| 6   | Србија | О        | Стефан Николић         |
| 7   | Србија | С        | Ненад Илић             |
| 8   | Србија | С        | Марко Јовановић        |
| 9   | Србија | Н        | Михајло Јанковић       |
| 10  | Србија | С        | Градимир Ђокић         |
| 11  | Србија | Н        | Александар Стаменковић |

## Лига
- 1 БСК - Младост (Б) 1:1
- 2 Младост (Б) - Марјан МБ 5:3
- 3 Сушица 2012 - Младост (Б) 0:2
- 4 Младост (Б) - Јединство (Г) 2:2
- 5 Младост (В) - Младост (Б) 6:0
- 6 Младост (Б) - Атлетико 3:1
- 7 Слобода (ДБ) - Младост (Б) 3:1
- 8 Младост (Б) - Братство 4:1
- 9 Шумадија - Младост (Б) 2:0
- 10 Младост (Б) - Градац 4:0
- 11 Реал - Младост (Б) 3:3
- 12 Младост (Б) - Навалин 2:2
- 13 Напредак - Младост (Б) 1:2
- 14 Младост (ДЛ) - Младост (Б) 3:3
- 15 Младост (Б) - Миланово 2:1
- 16 ОФК Морава - Младост (Б) 5:1
- 17 Младост (Б) - Леминд 3:0
- 18 Младост (Б) - БСК 3:3
- 19 Марјан МБ - Младост (Б) 2:5
- 20 Младост (Б) - Сушица 2012 4:4
- 21 Јединство (Г) - Младост (Б) 3:0
- 22 Младост (Б) - Младост (В) 2:4
- 23 Атлетико - Младост (Б) 2:3
- 24 Младост (Б) - Слобода (ДБ) 3:2
- 25 Братство - Младост (Б) 1:0
- 26 Младост (Б) - Шумадија 2:1
- 27 Градац - Младост (Б) 2:2
- 28 Младост (Б) - Реал 5:1
- 29 Навалин - Младост (Б) 0:0
- 30 Младост (Б) - Напредак 7:0
- 31 Младост (Б) - Младост (ДЛ) 2:1
- 32 Миланово - Младост (Б) 1:1
- 33 Младост (Б) - ОФК Морава 2:2
- 34 Леминд - Младост (Б) 4:1

## Куп
- 1 Коло Младост (Б) 4-0 Турековац
- 2 Коло Младост (Б) 0-1 Умац

## Листа стрелаца
Најбољи стрелац у сезони 2016/17 био је Александар Стаменковић.